# Zwanowice (Otmuchów)
Zwanowice  (deutsch Schwandorf) ist ein Dorf der Stadt- und Landgemeinde Otmuchów im Powiat Nyski der Woiwodschaft Opole in Polen.

## Geographie
Das Straßendorf Zwanowice liegt im Südwesten der historischen Region Oberschlesien an der Grenze zu Tschechien am Weidenauer Wasser, einem rechten Zufluss der Glatzer Neiße. Zehn Kilometer südlich liegt Otmuchów (Ottmachau), etwa 20 Kilometer südwestlich Nysa (Neisse) und etwa 77 Kilometer südwestlich Opole (Oppeln). Nordöstlich des Dorfes liegt der Neisser Stausee.
Nachbarorte von Zwanowice sind im Nordwesten Jasienica Górna (Ober Hermsdorf) und Piotrowice Nyskie (Peterwitz), im Nordosten Kałków (Kalkau) und im Südosten die Stadt Vidnava (Weidenau).

## Geschichte

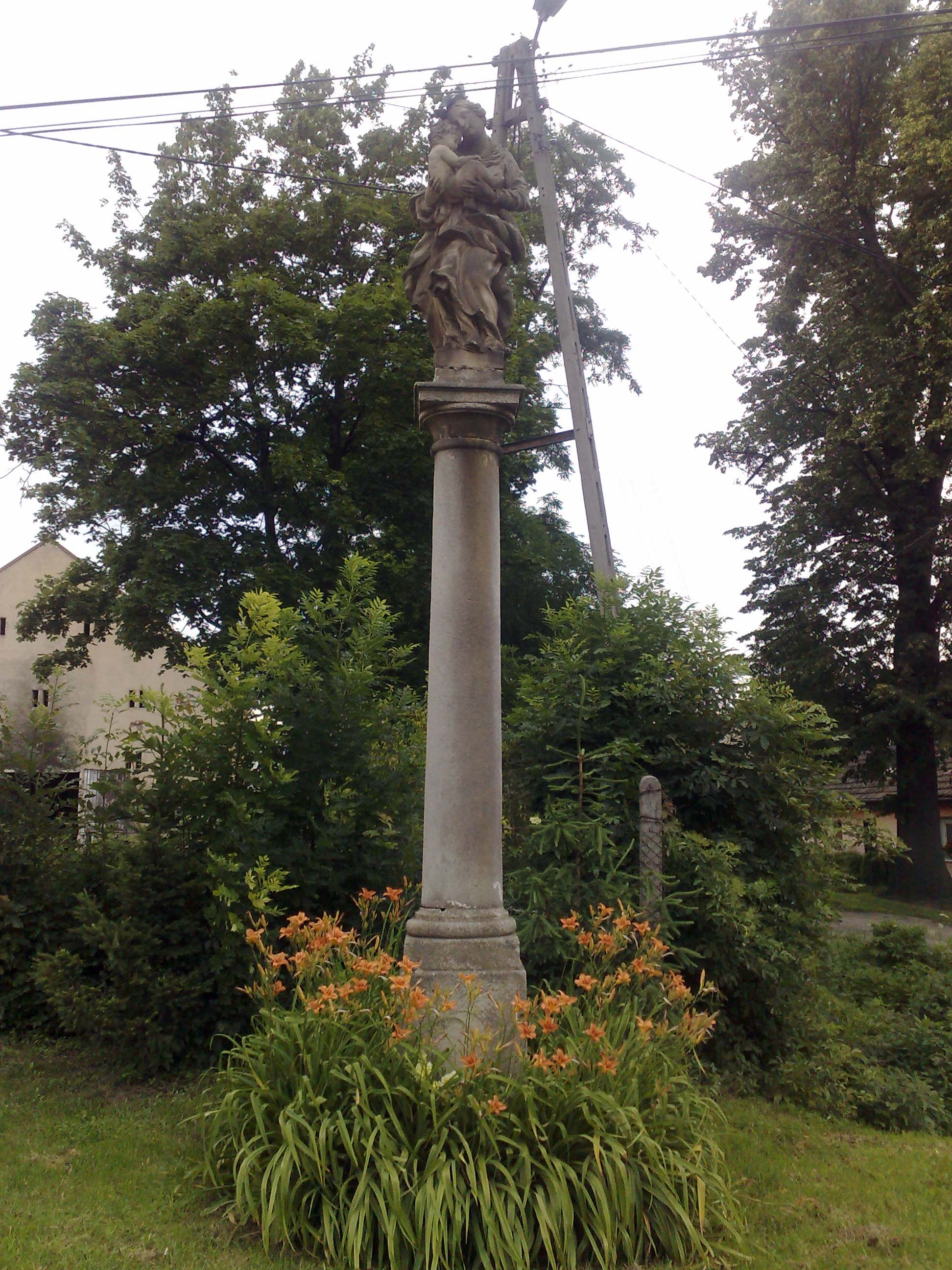
Mariensäule

Der Ort wurde 1291 erstmals als Swandorf erwähnt. Im Zehntregister Liber fundationis episcopatus Vratislaviensis aus den Jahren 1295–1305 ist die Schreibweise Swanowitz belegt.
Nach dem Ersten Schlesischen Krieg 1742 fiel Schwandorf mit dem größten Teil Schlesiens an Preußen.
Nach der Neuorganisation der Provinz Schlesien gehörte die Landgemeinde Schwandorf ab 1816 zum Landkreis Neisse im Regierungsbezirk Oppeln. 1845 bestanden im Dorf 28 Häuser. Im gleichen Jahr lebten in Schwandorf 194 Menschen, allesamt katholisch. 1855 lebten 217 Menschen in Schwandorf. 1865 bestanden im Ort eine 17 Gärtner- und sieben Häuslerstellen. Eingeschult und eingepfarrt waren die Bewohner nach Kalkau. 1874 wurde der Amtsbezirk Kalkau gegründet, welcher aus den Landgemeinden Baucke, Brünschwitz, Kalkau, Peterwitz, Schwandorf und Würben und den Gutsbezirken Baucke, Kalkau, Peterwitz, Schwandorf und Würben bestand. 1885 zählte Schwandorf 137 Einwohner.
1933 lebten in Schwandorf 219 sowie 1939 180 Menschen. Bis Kriegsende 1945 gehörte der Ort zum Landkreis Neisse.
Als Folge des Zweiten Weltkriegs fiel Schwandorf 1945 wie der größte Teil Schlesiens unter polnische Verwaltung. Nachfolgend wurde es in Zwanowice umbenannt und der Woiwodschaft Schlesien angeschlossen. Die deutsche Bevölkerung wurde weitgehend vertrieben. 1950 wurde es der Woiwodschaft Oppeln eingegliedert. 1999 kam der Ort zum wiedergegründeten Powiat Nyski. 2007 lebten 110 Menschen im Ort.

## Sehenswürdigkeiten
- Mariensäule